# Arlequinette jaune
Acontia trabealis
Espèce
L’Arlequinette jaune (Acontia trabealis) est une espèce de lépidoptères (papillons) de la famille des Noctuidae.

## Systématique
L'espèce a été décrite par Giovanni Antonio Scopoli en 1763, sous le nom de Phalaena trabealis. La localité-type est la Carniole. L'holotype de la collection Scopoli n'a pas été préservé.[réf. nécessaire]
L'espèce est aujourd'hui placée dans le genre Acontia et le sous-genre Emmelia : on peut donc écrire Acontia (Emmelia) trabealis.

### Synonymie
Selon Funet :
- Phalaena trabealis Scopoli, 1763 – protonyme
- Phalaena arabica Hufnagel, 1766[3]
- Phalaena Pyralis sulphuralis Linnaeus, 1767[4]
- Noctua sulphurea [Schiffermüller], 1775[5]
- Tinea arlequinetta Geoffroy, 1785[6]
- Phalaena Noctua trabeata Borkhausen, 1790[7]
- Bombyx lugubris Fabricius, 1793[8]
- Erastria pardalina Walker, 1865[9]

## Description

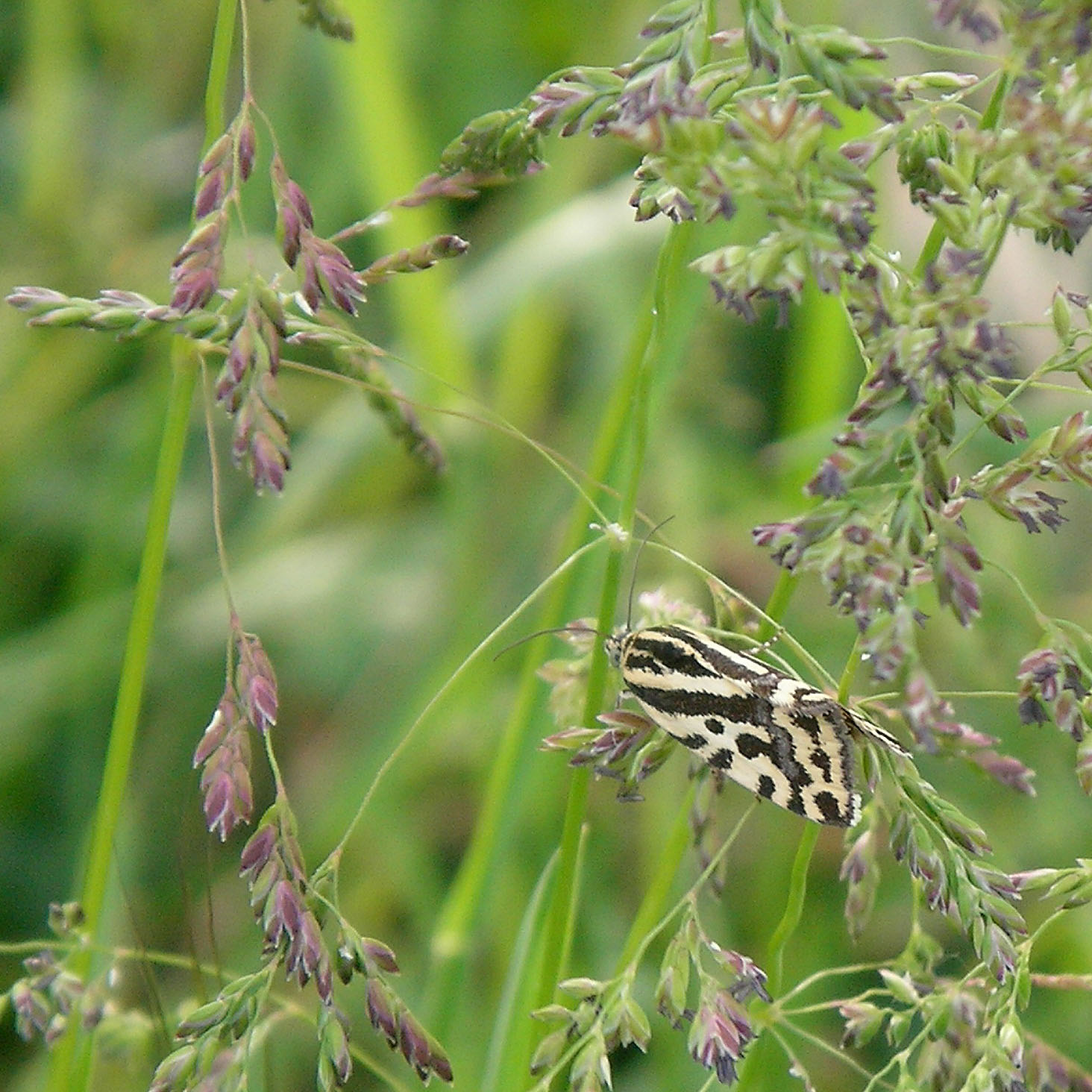
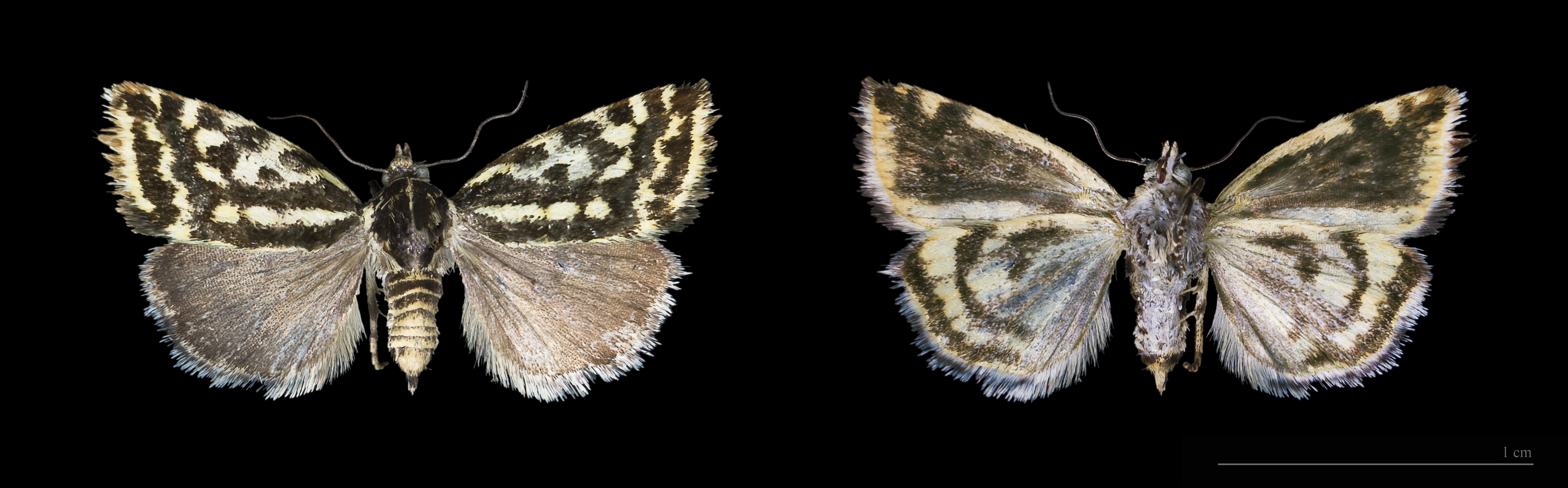

- Œuf : vert, allongé, en forme de cône.
- Chenille : brun rougeâtre à verdâtre, avec des lignes dorsales foncées, et une bande latérale jaune, la tête est relativement petite et brune.
- Chrysalide : en nombre relativement petit, brun-rouge ou vert.
- Imago : dessin noir très variable sur un fond jaunâtre à blanc sale. Envergure de 18-24 millimètres.

## Biologie
- Les larves se nourrissent de liserons (Convolvulus) dont le liseron des champs (Convolvulus arvensis).
- L'imago vole de mai à août.

## Répartition et habitat
L'espèce est présente dans toute l'Europe. La chaîne de l'Oural forme la frontière orientale de la répartition.[réf. nécessaire]
Elle fréquente des habitats aux sols sableux à incultes, riches en graminées.